# دهستان شاخن
دهستان شاخن، دهستانی در بخش مرکزی شهرستان بیرجند است. مرکز این دهستان روستای شاخن است.

## جمعیت
جمعیت این دهستان، بر اساس سرشماری سال ۱۳۸۵، بالغ بر ۶۲۷۶ نفر می‌باشد.